# Nebojša Malešević
Pour les articles homonymes, voir Malešević.
 (mai 2014).
Si vous disposez d'ouvrages ou d'articles de référence ou si vous connaissez des sites web de qualité traitant du thème abordé ici, merci de compléter l'article en donnant les références utiles à sa vérifiabilité et en les liant à la section « Notes et références ».
Nebojša Malešević (en serbe cyrillique : Небојша Малешевић), né le 29 mai 1983 à Banja Luka, l'actuelle capitale de la république serbe de Bosnie, est un mannequin bosnien d'origine serbe. Il vit et travaille à Banja Luka où il suit des études d'architecture à l'université de la ville.

## Biographie
En tant que mannequin, Nebojša Malešević a participé à la semaine de la mode à Sarajevo et à Banja Luka. En mars 2007, il représente la Bosnie-Herzégovine au concours Mister Monde en Chine. Il a également présenté un programme de divertissement sur la chaîne de télévision Alternativa televizija, qui émet depuis sa ville natale. Nebojša Malešević est aussi un joueur de basket-ball.